# Lill-Fulvurn
Lill-Fulvurn är en sjö i Krokoms kommun i Jämtland och ingår i Indalsälvens huvudavrinningsområde. Sjön har en area på 0,988 kvadratkilometer och ligger 569,9 meter över havet. Lill-Fulvurn ligger i Gråberget-Hotagsfjällen Natura 2000-område. Sjön avvattnas av vattendraget Ammersån.

## Delavrinningsområde
Lill-Fulvurn ingår i det delavrinningsområde (710821-145354) som SMHI kallar för Utloppet av Lill-Fulvurn. Medelhöjden är 609 meter över havet och ytan är 8,77 kvadratkilometer. Räknas de 38 avrinningsområdena uppströms in blir den ackumulerade arean 201,87 kvadratkilometer. Ammersån som avvattnar avrinningsområdet har biflödesordning 2, vilket innebär att vattnet flödar genom totalt 2 vattendrag innan det når havet efter 282 kilometer. Avrinningsområdet består mestadels av skog (74 procent). Avrinningsområdet har 0,99 kvadratkilometer vattenytor vilket ger det en sjöprocent på 11,2 procent.